# Jacques Lataste
Jacques Vital Lucien Lataste (La Grand-Combe, 1922. június 7. – Párizs 19. kerülete, 2011. november 10.) olimpiai és világbajnok francia tőrvívó.